# Saint-Georges-sur-Meuse
Saint-Georges-sur-Meuse (in vallone Sint-Djôr-so-Mouze) è un comune del Belgio facente parte della Comunità francofona del Belgio, situato nella Regione Vallonia, nella provincia di Liegi.
Al 1º luglio 2004 la città contava 6 508 abitanti, dei quali 3 174 uomini e 3 334 donne, per una superficie di 21,03 km².